# Rhodophyton variabile
Rhodophyton variabile är en korallart som beskrevs av Studer 1891. Rhodophyton variabile ingår i släktet Rhodophyton och familjen Gorgoniidae. Inga underarter finns listade i Catalogue of Life.